# Gyeongnam Football Club
Maillots
Actualités
Le Gyeongnam Football Club (en hangul: 경남 프로축구단), plus couramment abrégé en Gyeongnam FC, est un club sud-coréen de football fondé en 2006 et basé dans la ville de Changwon.
Il a intégré la K-League en 2006.

## Palmarès
| \| - Championnat de Corée du Sud D2 (1) : - Champion : 2017. - Championnat de Corée du Sud : - Vice-champion : 2018. \| \| - Coupe de Corée du Sud : - Finaliste : 2008 et 2012. \| |  |                                                       |
| - Championnat de Corée du Sud D2 (1) : - Champion : 2017. - Championnat de Corée du Sud : - Vice-champion : 2018.                                                                   |  | - Coupe de Corée du Sud : - Finaliste : 2008 et 2012. |

## Personnalités du club

### Présidents
- Gouverneur du Gyeongsang du Sud

### Entraîneurs
- Park Hang-seo (22 août 2005 - 16 novembre 2007)
- Cho Kwang-rae (4 décembre 2007 - 31 juillet 2010)
- Kim Gwi-hwa (9 août 2010 - 29 novembre 2010)
- Choi Jin-han (1er décembre 2010 - 22 mai 2013)
- Song Kwang-hwan (22 mai 2013 - 1er juin 2013)
- Ilija Petković (1er juin 2013 - 11 décembre 2013)
- Lee Cha-man (17 décembre 2013 - 14 août 2014)
- Branko Babić (14 août 2014 - 9 décembre 2014)
- Park Sung-hwa (26 décembre 2014 - 23 novembre 2015)
- Kim Jong-boo (2 décembre 2015 - 26 décembre 2019)
- Seol Ki-hyeon (26 décembre 2019 - )